# Conus bullatus
Espèce
Statut de conservation UICN

 LC  : Préoccupation mineure
Conus bullatus est un mollusque gastéropode marin appartenant à la famille des Conidae. C'est un coquillage rare.

## Description
- Taille : de 5 à 7-8 cm.

## Habitat et répartition
Centre de l'Océan Indien et Pacifique, sous le sable de l'étage infralittoral.